# Aubiac (Gironde)
Aubiac ist eine Gemeinde im französischen Département Gironde in der Region Nouvelle-Aquitaine. Sie gehört zum Kanton Le Sud-Gironde und zum Arrondissement Langon. Die Bewohner nennen sich Aubiacais.

## Nachbargemeinden und Infrastruktur
Nachbargemeinden sind Mazères im Norden, Cazats im Nordosten, Bazas im Südosten und Le Nizan im Westen.
Der nächste Bahnhof befindet sich in Langon an der Bahnstrecke Bordeaux–Sète.

## Bevölkerungsentwicklung
| Jahr      | 1962 | 1968 | 1975 | 1982 | 1990 | 1999 | 2007 | 2015 |
| --------- | ---- | ---- | ---- | ---- | ---- | ---- | ---- | ---- |
| Einwohner | 117  | 109  | 125  | 166  | 206  | 259  | 247  | 276  |

## Sehenswürdigkeiten

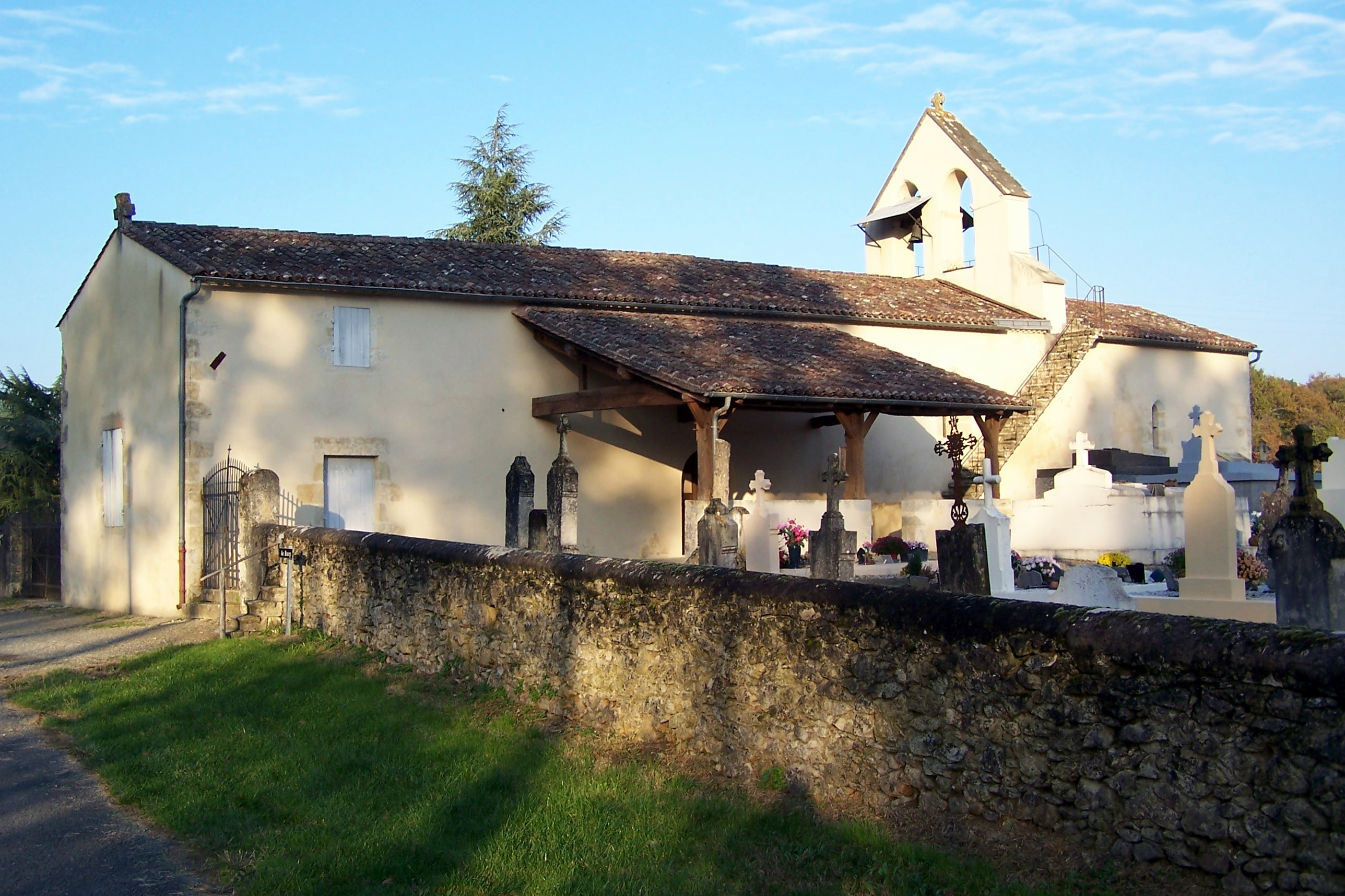
Kirche Saint-Pierre

- Kirche Saint-Pierre
- Kriegerdenkmal